# Ingatestone Hall
Ingatestone Hall är en 1500-talsherrgård i Essex, England. Den byggdes av Sir William Petre. I dag är herrgården öppen för allmänheten. 